# Asarum trigynum
Asarum trigynum är en piprankeväxtart som först beskrevs av Maekawa, och fick sitt nu gällande namn av Yeiichi Araki. Asarum trigynum ingår i släktet hasselörter, och familjen piprankeväxter. Inga underarter finns listade i Catalogue of Life.